# Trzebinia (gemeente)
De gemeente Trzebinia is een stad- en landgemeente in het Poolse woiwodschap Klein-Polen, in powiat Chrzanowski.
De zetel van de gemeente is in Trzebinia.
Op 30 juni 2004, telde de gemeente 34 088 inwoners.

## Oppervlakte gegevens
De gemeente heeft een oppervlakte van 105,22 km², waarvan:
- agrarisch gebied: 40%
- bossen: 44%

De gemeente beslaat 28,32% van de totale oppervlakte van de powiat.

## Demografie
Stand op 30 juni 2004:
| Omschrijving                   | Totaal | Totaal | Vrouwen | Vrouwen | Mannen | Mannen |
| ------------------------------ | ------ | ------ | ------- | ------- | ------ | ------ |
| eenheid                        | aantal | %      | aantal  | %       | aantal | %      |
| inwoners                       | 34 088 | 100    | 17 471  | 51,3    | 16 617 | 48,7   |
| bevolkingsdichtheid (inw./km²) | 324    | 324    | 166     | 166     | 157,9  | 157,9  |

In 2002 bedroeg het gemiddelde inkomen per inwoner 1511,22 zł.

## Plaatsen
- stad Trzebinia

sołectwo:
- Bolęcin
- Czyżówka
- Dulowa
- Karniowice
- Lgota
- Młoszowa
- Myślachowice
- Piła Kościelecka
- Płoki
- Psary

## Aangrenzende gemeenten
Alwernia, Bukowno, Chrzanów, Jaworzno, Krzeszowice, Olkusz